# Washingtoni Állami Egyetem
A Washingtoni Állami Egyetem (angolul: Washington State University, rövidítve WSU, becenevén Wazzu) az Amerikai Egyesült Államok északnyugati részén, a Washington állambeli Pullmanben található, 1890-ben alapított állami fenntartású felsőoktatási intézmény, amely 31 478 fős hallgatói létszámával a Washingtoni Egyetem után az állam második legnagyobbik egyeteme.

## Történet

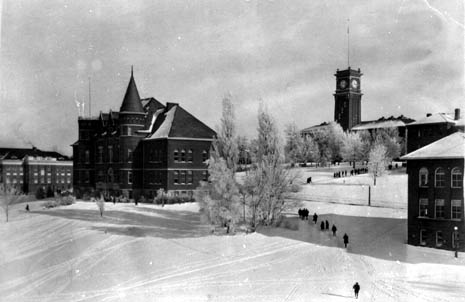
A Thompson- és Bryan épületek 1925-ben

A Washington State College-et (Washingtoni Állami Főiskola) Washington állam törvényhozása 1890. március 28-án, kevesebb, mint öt hónappal az állam megalapítása után hozta létre; az intézmény egyike volt az Abraham Lincoln által 1862-ben aláírt Morril földadományozási törvény keretében területet kapó intézményeknek. A területen 36 400 hektáron mezőgazdasági-, 40 500 hektáron pedig tudományos iskola létesült.
A hosszú helyszínkeresés után az új főiskola 1892. január 13-án nyílt meg Pullmanben, első, egy éves ciklusát kitöltő rektora George Washington Lilley, a Dakotai Mezőgazdasági Főiskola korábbi vezetője lett; az első hét fő 1897-ben diplomázott. Az 1905-ös névváltoztatás során az iskola neve Washington Agricultural College and School of Science-ről (Washingtoni Mezőgazdasági Főiskola és Tudományos Főiskola) State College of Washingtonra (Washingtoni Állami Főiskola) módosult, de az emberek többsége továbbra is Washington State College-nek hívta. Az intézmény jelenlegi nevét 1959-ben vette fel.
Az iskola első befolyásos rektora az 1893. július 22-én kinevezett Enoch Albert Bryan volt, aki a Harvard- és a Columbia Egyetemen diplomázott, korábban pedig az Indianában található Vincennes-i Egyetem rektora volt. Bryan érkezése előtt a fiatal intézmény jelentős szervezeti problémákkal küzdött, amelyek megoldása az ő nevéhez fűződik. A férfi munkásságának a központi kampusz róla elnevezett óratornya állít emléket.
Az egyetem a Cascade-hegység nyugati oldalán, Puyallup városában 1894-ben megnyitott mezőgazdasági kísérleti állomással vált állami szinten is jelentőssé. A WSU-nak az állam minden részén vannak kutatóintézetei; a legjelentősebbek Prosser, Mount Vernon és Wenatchee településeken találhatóak, valamint az egyetem kihelyezett kampuszokkal is rendelkezik, amelyek Spokane-ben, a három várost átölelő Tri-Citiesben, illetve Vancouverben fekszenek. A szövetségi kormány és az állam által az intézmény az USA északnyugati részén összesen hetvenhétezer hektárnyi, mezőgazdasági- és tudományos kutatásokra használható területtel rendelkezik.
A doktori képzés az Állatorvostudományi Iskola 1899-es megalapításával kezdődött; az első két hallgató 1902-ben végzett, az első doktori címeket pedig 1909-ben ítélték oda. Az iskola 1916-ban főiskolai rangot kapott, 1925-től pedig az Állatorvostudományi Főiskola nevet viseli. Az első mesterképzés már az iskola megalapítása után nem sokkal elindult, az első, ilyen diplomát szerző hallgató 1902-ben végzett a növénytudományi MSc szakon.
1919-ben az egyetemet öt főiskolára és négy más oktatási egységre osztották, melyek élére dékánokat neveztek ki, 1922-ben pedig mesterképző iskolát hoztak létre. Az első, bakteriológiai PhD címet 1929-ben kapta meg egy hallgató.

## Kampusz

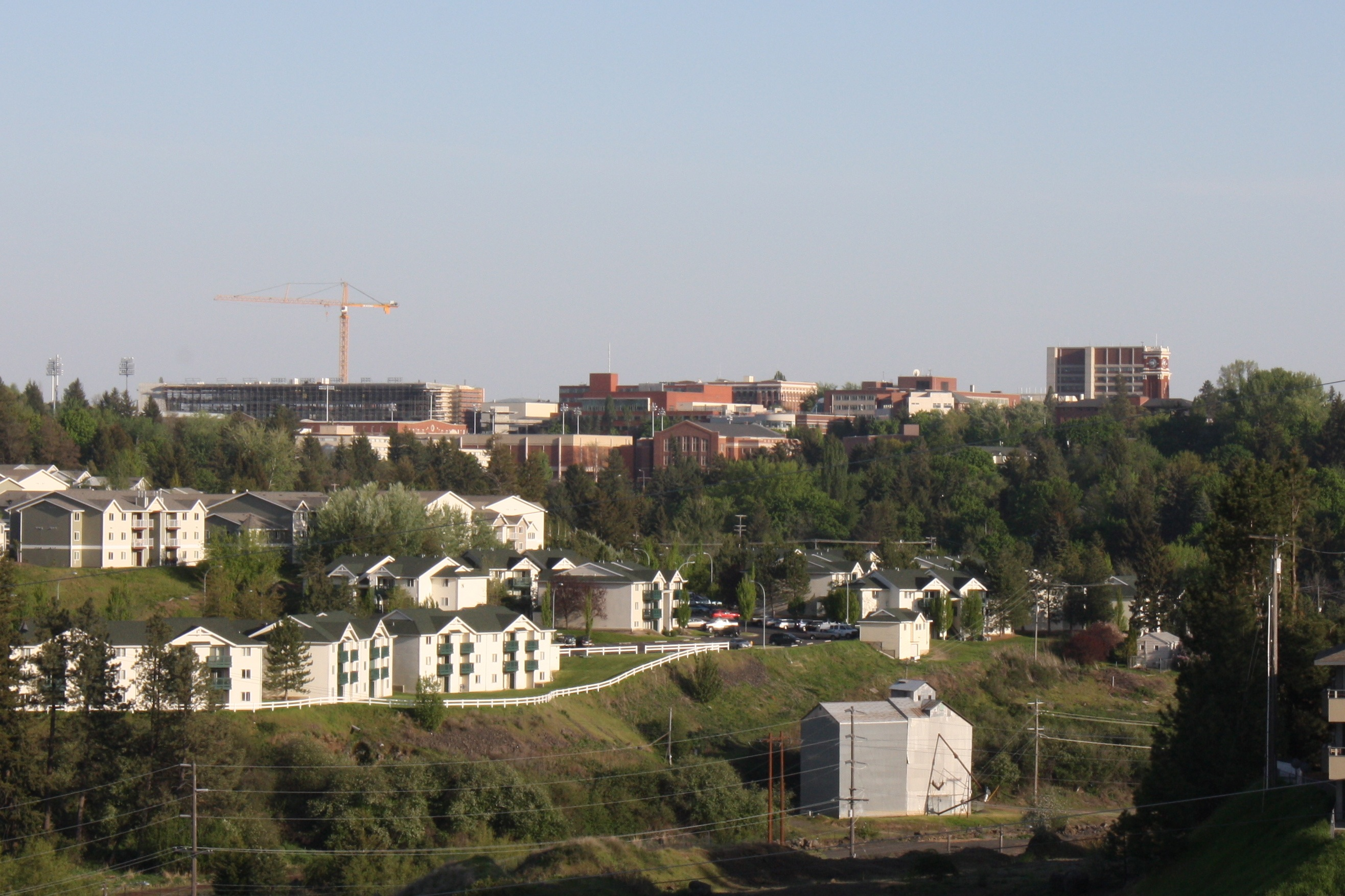
A kampusz északnyugat felől 2012-ben

A Palouse-régióban fekvő pullmani központi kampusz 259 hektár alapterületű, tengerszint feletti magassága pedig 760 méter. Az egyetemtől 11 km-re keletre húzódik az idahói határ, melynek túloldalán, Moscow városában található az Idahói Egyetem. A két intézményt a Washington State Route 270 és a Bill Chipman Palouse-ösvény köti össze.
A Palouse-régiót a szélfútta talaj által kialakított dombok jellemzik, amelyeknek köszönhetően ez a világ legtermékenyebb száraz talajos mezőgazdasága; a leggyakoribb terménynövények a búza, a borsó, az árpa és a lencse. Az estékre a kék–rózsaszín naplemente jellemző, amelyet az első igazgatótanácsa az iskola színeinek választott (ezt később a mai karmazsinvörös–szürke kombinációra cserélték). A College Hillen (a négy, pullmani domb egyike) fekvő kampuszról a belvárosra nyílik kilátás.

### Épített környezet

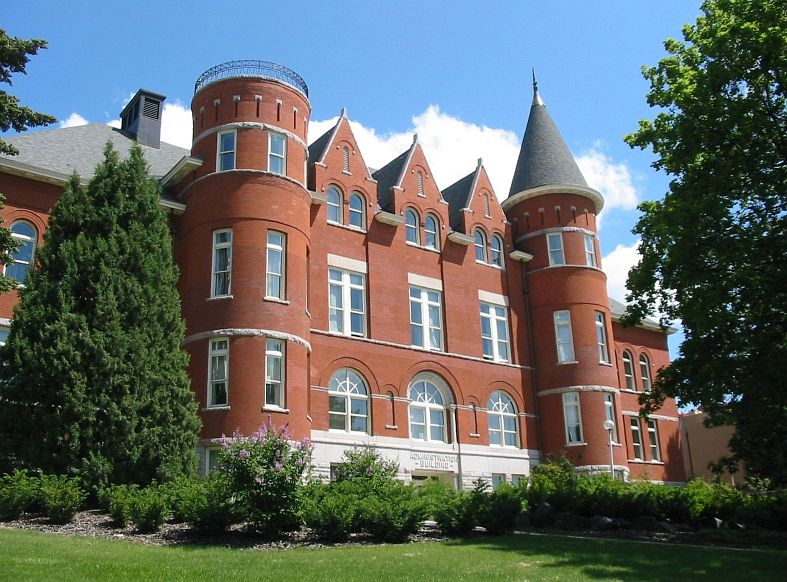
Az 1894-től álló Thompson épület, amely eredetileg az adminisztráció központja volt

Habár az egyetem épületei sokszínűek, a régi kampuszon a vörös dísztéglával burkolt, reneszánsz stílus a jellemző; a létesítmények egy része a két világháború között készült el. A második világháború utáni házakra leginkább a neomodern, „nemzetközi” stílus a jellemző, ennek stílusjegyeit leginkább a Paul Thiry tervezte, az intézmény északi oldalán fekvő Regents Hill kollégium viseli magán. Az 1990-es években az egyetem inkább a látványosabb épületek felé mozdult el, ilyen például a Zimmer Gunsul Frasca konzorcium (ma ZGF Architects LLP) tervei által 1994-ben bővített Holland (ma Terrell) Könyvtár; a létesítmény ablakai íveltek, aulája felett pedig kúp alakú tetőablak található. A 2001-ben megnyílt pihenőközpontban pezsgőfürdő és kandalló került elhelyezésre; a létesítményt és az egyetem 1985 és 2000 között hivatalban lévő rektoráról elnevezett Samuel H. Smith Alapképzési Központot (becenevén „CUE”) a portlandi Yost Grube Hall tervezte.
A WSU legforgalmasabb része a Glenn Terrell Barátság Sétány; az 1970-es évekig két oldalán parkolóhelyekkel kiegészített út nevét az egyetem 1967 és 1985 között regnáló rektoráról kapta. Terrell titkára a megbeszéléseket tíz perccel eltolta, mivel az út mentén sétálva szeretett a hallgatókkal beszélgetni. A teret a Terrell- és Holland könyvtárak, a hallgatói szövetség épülete (Compton Union Building) és három oktatási létesítmény öleli körül. A Jordan Schnitzer Művészeti Múzeumnak otthont adó, a futballstadion lelátójával szemben elhelyezett vörös kockáról 2018 tavaszán rántották le a leplet.
A szintén jelentős pontnak számító Martin Stadion névadója Clarence D. Martin, Washington állam 11. kormányzója. Az épület a kampusz földrajzi közepének közelében, a domboldalba épült déli lelátók (melyek az információtechnológiai létesítménnyel összeépültek) mellett helyezkedik el; nyugatról a Terrell Könyvtár, keletről pedig a Vogel Plant biotudományi épület határolja. A ma Rogers nevet viselő Soldier Sportpályán 1895-ben játszottak először amerikaifutball-mérkőzést. 1970-ben a létesítmény fából készült fő lelátóját érő tűzeset után a pályát bezárták; helyén 1972-ben nyílt meg a mai Martin Stadion, amely ugyan a Pac-12 Conference legkisebb sportlétesítménye, de itt tud egyidejűleg a legtöbb hallgató helyet foglalni. 2006-ban felújítási munkálatok kezdődtek, ahol bővítették a lelátók kapacitását, a játékosok és a nézők által igénybe vehető szolgáltatások körét, valamint felújították a mosdókat és a büféket. A stadion második felújítására 2011 és 2014 között, a Cougar Football Project keretében került sor; az első, 2012 novemberében elkészült szakaszban (Southside Project) a kommentátorállást cserélték le egy új, magasabb komfortfokozatú üléseket és klubszobát is magában foglaló építményre; a második (West End-Zone Project) szakaszban pedig a játékosokat kiszolgáló létesítményeket (öltözők, edzőterem) újították fel, valamint új tárgyalót és edzői irodát is kialakítottak. A szintén utóbbi projekt keretében a nyugati oldalon kialakított WSU Emlékterület az egykori The Gray W Varsity Club bajnokainak állít emléket.
A kampusz legrégebbi épületei a Thompson- (1895), a Stevens- (1896) és a Bryan- (1909) csarnokok, amelyek egy négyszögletű lejtőt ölelnek körbe, ahol a száz évvel előtt Új-Angliából behozott magból eredt tölgyfa áll. A jellegzetes tornyaival a Loire-völgyi kastélyra emlékeztető Thompson épület eredetileg az adminisztráció épülete volt; az „Administration Building” faragás ma is látható a korábban főbejáratként használt nyugati kapu felett. A létesítmény ma az idegen nyelvi tanszék, illetve a Művészettudományi Főiskola székhelye. A Bryan épület az egyetem legjellegzetesebb építménye; magas óratornyában egy harang található, az óra pedig esténként neon-vörös megvilágítást kap. A csúcsos tetejű Stevens épület női kollégiumként működik; ez és a Thompson épület szerepelnek a Történelmi Helyek Nemzeti Jegyzékében, valamint mindkettőt a seattle-i Stephen & Josenhans vállalat tervezte.
Az egyetem meghatározó épületei még a Lewis Öregdiák-központ, illetve a Webster Fizikatudományi Épület. Az öregdiák-központnak otthont adó, az 1920-as években épült létesítmény eredetileg marhaistálló volt; az öregdiák-szervezet irodái az 1980-as években költöztek ide. Ma itt található az igazgatótanács tárgyalója, a Lighty Könyvtár, a sportolók büszkeségtáblája, az alumniszervezet vezetőjének irodája, valamint a nagyobb eseményekhez használható, a második szinten elhelyezkedő Nagycsarnok. A Naramore, Bain, Brady és Johanson cégek konzorciuma által tervezett, 1974-ben elkészült Webster épület az intézmény legmagasabb épülete; a létesítményben tizenkét szint található, a legfelső szinten lévő társalgóból pedig a teljes régió belátható.
Az építészeti osztály első vezetője, egyben az intézmény első építésze az 1911 és 1923 között hivatalban lévő Rudolph Weaver volt, aki a kampuszon hét épületet tervezett, ezek a következők: Marhaistálló (ma Lewis Öregdiák-központ, 1922); Carpenter épület (1927-re készült el); Közösségi ház (1921); McCroskey épület (1920); Rektori lakás (1912); Stimson épület (1922); Wilson–Short épület (1917-ben, akkor még félkészen vették használatba).

#### Lakóövezet
Az egyetem többféle lakhatási lehetőséget is kínál; a legtöbb elsőéves kollégiumban, egyesek pedig fiú- vagy lányszövetségek házaiban, esetleg a kampuszon kívül élnek. Az első tanév után a hallgatók többsége lakásokba költözik, melyek közül több a WSU tulajdonában áll; ezek kevesebb, mint 800 méterre találhatóak a kampusztól, és a College Hill, illetve az Apartment Land kerületekben helyezkednek el, előbbi területén számos diákszövetségi tag lakik, akiket a szövetségi házakban lakók „külsősnek” hívnak.

##### Kollégiumok
Az intézmény kollégiumai között vannak koedukáltak, nemek szerinti elosztásúak, valamint van kor szerinti és a helyi- és külföldi diákok által vegyesen lakott épület is, valamint egy globális tanulóközösség is megtalálható. A McEachern kivételével minden kollégium a Residence Hall Association (Lakóépületek Szövetsége) tagja.
Az egyetemnek 18 kollégiuma van, amelyek elhelyezkedésük alapján a következőképp csoportosíthatóak:
- Hillside: Community/Duncan Dunn, Elmina White Honors Hall, McCroskey, Stevens, Stimson, Wilmer/Davis
- Northside: Global Scholars Hall, Northside, Regents, Scott/Coman, Streit Perham
- Southside: Gannon/Goldsworthy, McEachern, Olympia, Orton, Rogers, Stephenson Complex, Waller

Minden lakóépületnek saját irányítószerve van, amely a költségvetésért és a rendezvényekért, valamint a hallgatói visszajelzések kezeléséért felelős. A legkisebb kollégium a Stevens (70 fő), a legnagyobb pedig a Stephenson Complex (1200 fő). Minden évben megrendezik a Hazatérés Hetét, ahol a kollégiumok, a külsősök és a diákszövetségek versenyeznek több számban; a hetet a hintóverseny győztese nyeri meg. A címet az elmúlt évtizedben legtöbbször valamely kollégium nyerte el, a 2008-as évben pedig a dobogó mindhárom helyén valamely kollégium állt (a Waller–Wilmer/Davis–Stevens, a Scott/Coman és a Stimson–Regents csapatai).

##### College Hill és Greek Row
A WSU-n jelenleg 26 fiú- és 14 lányszövetség működik; az alapképzések hallgatóinak körülbelül 15-20 százaléka tagja valamelyiknek. A legrégebbi, országos szintű fiúszövetség a Kappa Sigma (1909-ben alapítva), a legrégebbi országos lányszövetség pedig az Alpha Delta Phi (1912-ben alapítva). A szövetségi házakat magában foglaló Greek Row a College Hillen, a Bryan épülettól és a Hillside-on fekvő kollégiumoktól (a történelmi nem koedukált lakóépületek) lejjebb fekszik, ahol a szövetségi tagok lakhelyei, apartmanok és családok (köztük a rektoré) lakásai is megtalálhatóak. A College Hill főutcájának számító Colorado Streeten éttermek, boltok és bárok is vannak; utóbbi kategóriába tartoznak például az 1932 óta üzemelő Cougar Cottage (becenevén „Coug”), a Valhalla és a Stubblefield’s (becenevén „Mike’s”). A bárok hétvégente, illetve a bizonyos témák köré felépített hétköznapokon sok vendéget vonzanak.

### Kültér és pihenés
Az egyetemhez tartozó, tizenötezer négyzetméteres Hallgatói Pihenőközpont (Student Recreation Center, SRC) 2001-es megnyitásakor az ország legnagyobbika volt. A létesítményhez tartozik egy kétszáz méteres, emeleti beltéri futópálya, négy kosárlabda-, két röplabda-, egy görkorong és négy teniszpálya, egy úszómedence, egy ötven férőhelyes pezsgőfürdő, súlyok, súlyemelő- és kardió gépek, oktató által vezetett edzést lehetővé tevő termek, valamint homokos röplabdapályák és egy kötélmászóterem. A kampusz más területein is találhatóak kosárlabdapályák, tánctermek és mászófal. A Kültéri Pihenőközpontban (Outdoor Recreation Center) sporteszközök kölcsönzésére, és eseményekre való regisztrációra van lehetőség. A 11 kilométer hosszú Bill Chipman Palouse-ösvényen Moscow-ba, illetve a kampusztól 35 km-re fekvő Troy városába vezető Latah-ösvényre lehet átjutni, valamint a kampusz körül 13 kilométernyi kerékpárút is húzódik. A WSU-nak intézményközi sportprogramja, illetve klubcsapatai is vannak, mely utóbbiak igen népszerűek a hallgatók körében.
2008. augusztus 29-én nyílt meg a 12,3 millió dolláros beruházás keretében létrejött, bajnokságok lebonyolítására is alkalmas Palouse-gerinci golfpálya. A beruházással egyrészt a gyepnemesítő kurzusokon használható laboratórium jött létre, másrészt pedig szeretnék, ha minél több öregdiák visszajárna az intézménybe. A hátsó elütési helyektől (bíbor) számítva a pálya értékelése 75,9, a lejtőké pedig 140. A létesítmény az 1923-ban megnyílt kilenc lyukú, gondozatlan pályát hivatott helyettesíteni. A korszerűsítés 2006-ban kezdődött meg, mely során a régi pályát bővítették. A szomszédos Moscow-ban szintén található egy a hallgatók által is használható golfpálya; az 1937-ben megnyílt létesítményt 1970-ben újabb kilenc lyukkal egészítették ki. A hátsó lyukak távolsága 6069 méter; a pálya értékelése 72,4, a lejtőké pedig 135.
Az intézménytől 56 km-re fekszik a túralehetőséget nyújtó Kamiak-, illetve a Steptoe-tanúhegy; az Idahóban húzódó Palouse-hegylánc részét képező, 1519 méter magas Moscow-hegyen szintén túrázni, illetve kerékpározni lehet. A Kígyó-folyón sziklaugrásra és csónakhasználatra van lehetőség, a Sziklás-hegység lábánál pedig vadvízi evezésre, lesiklásra és természetjárásra nyílik alkalom. Az egyetemnek korábban saját alpesisí-csapata is volt, amely az idahói Észak–déli Sípályát használta annak 1980-as értékesítésééig.

#### Arborétum és botanikus kert
A Lewis Öregdiák-központtal szembeni dombtetőn a WSU Arborétuma és Vadvédelmi Központja arborétumot és botanikus kertet üzemeltet, melyet később oktatókerttel, a biodiverzitást bemutató központtal, medveházzal, erdei növényeket bemutató hellyel, repülő hüllőket bemutató létesítménnyel és történelmi áttekintést nyújtó kiállítással egészítenének ki. Az itt folyó munka iránt érdeklődő hallgatók az Őshonos Növény- és -Látképmegóvó Faiskolában segíthetnek fák ültetésében, élőhelyek visszaállításában, illetve az egyetemi zöldfelületet díszítő virágültetvények kialakításában.

### Környezetvédelem és fenntarthatóság

#### Energiafelhasználás
Az intézmény területén egy LEED ezüstfokozatú épület található, valamint további kettő megfelel a feltételeknek, de ezek nincsenek minősítve. Az egyetem az energiafelhasználás csökkentése érdekében energiatakarékos izzókat, energiagazdálkodási rendszereket, valamint szigetelt gőzvezetékeket használ.

#### Energiaprofil
Az iskola energiáját egy helyben található gőzerőmű biztosítja, amely elsősorban földgázt használ, de annak hiányában dízelmotorról is működik. Az energia előállítása az egyetem 136 166 metrikus tonnányi eCO2-kibocsátásának 38%-át, 53 922 tonnát tesz ki; 52% a vásárolt energia; a maradék, kevesebb mint tíz százalékot pedig az ingázók, a légi forgalom, a szivárgó hűtők és a hulladékégetés teszi ki. Habár a WSU vállalta, hogy 2035-re a kibocsátott mennyiséget a 2005-ös szinthez képest 36%-kal csökkenti, az egyelőre a korábbival azonos szintű.
Az egyetem aktívan részt vesz a környezetbarát energiahordozókkal kapcsolatos kutatásokban, habár területén nincs ilyen létesítmény.

#### Befektetések
A WSU jelenleg nem foglalkozik olyan irányelvek kidolgozásán, amelyek támogatnák a részvényesek klímavédelemmel és fenntarthatóságával kapcsolatos javaslatait az intézményt finanszírozó vállalatoknál. Az egyetem ugyan foglalkozik a megújuló energiákkal kapcsolatos befektetésekkel, de elsődleges célja a beruházások megtérülése. A meghatalmazottak útján történő szavazás nem lehetséges, mivel a finanszírozott összeg teljes egészében eszközökbe van fektetve.

#### Fenntarthatóság
Az egyetem fenntarthatósági programjáért a Fenntarthatósági- és Környezetvédelmi Bizottság, illetve az ASWSU Környezetvédelmi Munkacsoport felel. Azon alapképzésben résztvevő hallgatók, akiknek a fenntarthatósággal kapcsolatos ötleteik vannak, a Cougar Green Alapból támogatásban részesülhetnek; ez utóbbit egy a diákok által opcionálisan fizetendő ötdolláros díjból finanszírozzák. A WSU területén ingyenesen igénybe vehető kerékpármegosztó rendszer működik.

### Kiállítások és gyűjtemények
A WSU Művészeti Múzeumának számos állandó kiállítása van, ilyenek például az egyetem negyedik rektorának adományaiból létrehozott Ernest O. Holland Gyűjtemény, illetve az egyik korábbi igazgatótanácsi tag segítségével megvalósult Charles Orton Gyűjtemény. Az előbbieken felül megtekinthető még a Goya és Daumier-, a Chaplin Woodcuts-, a Consortium-, a Meyer Shapiro Lenyomat-, valamint az Elwood Gyűjtemény, illetve a Marian E. Smith Északnyugati Gyűjtemény üvegtárgyai. A többi állandó kollekció alkotói D. Griffin, Mark Tobey, Kenneth Callahan, Margaret Tomkins, valamint a WSU és a Washingtoni Egyetem más, korábbi dolgozói.
Az intézmény pullmani kampusza kültéri alkotásokban is bővelkedik, ilyenek többek között Terry Allen „Bookin” fantázianevű, embernagyságú bronzszobra; Robert Maki „Palouse Columns” című alkotása; illetve Jim Dine 4,3 méter magas, festett bronzműve, a „Technicolor Heart”.
A múzeum 2005-től kezdve utazó kiállításokat is szervez; a Roy Lichtenstein, Gaylen Hansen és Chris Jordan alkotásait is tartalmazó gyűjteményt az egész országba eljuttatják. 2005 és 2011 között tizenegy állam húsz múzeumába jutottak el a tárgyak, amelyeket több, mint 300 000 ember láthatott. Az intézet 2004 óta nyolc könyvet adott ki; ezek egyike a „Running the Numbers, an American self-portrait”, amely Chris Bruce, Paul Hawken és Lucy R. Lippard esszéit tartalmazza.
A pullmani kampusz területén más múzeumok és gyűjtemények is megtalálhatóak, ezek egyike a Charles R. Conner Természettörténeti Múzeum, ahol több, mint 700 madarat és emlőst állítottak ki, valamint az intézet több, mint 65 000 minta birtokában van. A múzeum 1894 óta létezik; első kiállítási tárgyai a Washington állam által a chicagói vásárra kivitt elemekből származnak, létrehozását Charles R. Conner, az igazgatótanács első elnöke szorgalmazta. A létesítmény az Abelson épület első emeletén található.
Az archeológiai és néprajzi gyűjteményeket tartalmazó Antropológiai Múzeum is népszerű; a tanítási időben nyitva tartó létesítményben speciális kiállításokat is rendeznek. A belső-északnyugati területeken élt indián törzseket is bemutató intézet a kelet-washingtoni régészeti leletek hivatalos tárhelye.
A Harold E. Culver Gyűjtemény őskori állatok fosszíliáit mutatja be; továbbá az egyetem területén található még a Lyle és Leila Jacklin Megkövült Fa- és Ásványgyűjtemény, illetve a S. Elroy McCaw Fluoreszkáló Ásványok Gyűjteménye; a Történelmi Ruhák és Anyagok Gyűjteménye; a Maurice T. James Rovartani Gyűjtemény; a Marion Ownbey Növénygyűjtemény; a Gombagyűjtemény és a Henry W. Smith Talajmonolit-gyűjtemény.

## Szervezeti felépítés

### Főiskolák
Az egyetem képzési programjai az alábbi főiskolák között oszlanak meg:
- Mezőgazdasági, Társadalom- és Természeti Erőforrás-tudományi Főiskola
- Művészettudományi Főiskola
- Carson Üzleti Főiskola
- Edward R. Murrow Kommunikációs Főiskola
- Tanárképző Főiskola
- Voiland Építészmérnöki Főiskola
- Ápolási Főiskola
- Gyógyszerészeti és Gyógyszerésztudományi Főiskola
- Állatorvosi Főiskola

A fentieken felül az iskolában ösztöndíjprogram, mesterképzés, online oktatás, és egy, a nem angol anyanyelvűek számára elérhető intenzív nyelvtanfolyam is működik.

### Igazgatótanács
Az intézmény felügyeletéért Washington állam felel. Az igazgatótanács feladata az iskola irányítása, valamint iránymutatás a rektor számára. A tanács tíz, a kormányzó által kijelölt tagból áll; kilencen hat éves ciklust töltenek be, a tizedik egy évente megválasztott hallgató. 2018-ban tervezték egy tizenegyedik tag kinevezését, aki az egyetem munkatársai, illetve professzorai közül került volna ki, de ezt elvetették. A kilenc fő hat évre kinevezett tag Theodor P. Baseler, Brett Blankenship, Scott E. Carson, Marty Dickinson, Ron Sims, Lura J. Powell, Heather Redman, Lisa K. Schauer és Michael C. Worthy, hallgatói oldalról pedig Jordan Frostot választották a tanácsba.

### Irányítás
Az egyetemnek eddig tizenkét rektora volt (George W. Lilley (1891–1892), John W. Heston (1892–1893), Enoch A. Bryan (1893–1915), Ernest O. Holland (1916–1944), Wilson M. Compton (1945–1951), C. Clement French (1952–1966), Glenn Terrell (1967–1985), Samuel H. Smith (1985–2000), V. Lane Rawlins (2000–2007), Elson S. Floyd (2007–2015),  Kirk H. Schulz (2016–2025) és Elizabeth R. Cantwell (2025–)), továbbá hárman (Daniel Bernardo, William Pearl (1951–1952) és Wallis Beasley (1966–1967)) viselték ideiglenesen a tisztséget.

### Egyéb szervezetek
Az intézmény dolgozóinak képviseletét a szenátus látja el, amelynek minden, az oktatással kapcsolatos döntésre rá kell bólintania. A szenátus tagjai a főiskolák és oktatási programok, illetve az egyetem négy kampuszának dolgozói közül kerülnek ki.
Az egyetem adománygyűjtési programjaiért a független Washingtoni Állami Egyetem Alapítványa felel, melynek elnöke K. Duane Brelsford.

## Oktatás
Felvételi statisztikák
|                  | 2016   | 2015   | 2014   | 2013   | 2012   | 2011   | 2010   | 2009   | 2008   |
| ---------------- | ------ | ------ | ------ | ------ | ------ | ------ | ------ | ------ | ------ |
| Jelentkezők      | 23 223 | 19 766 | 18 563 | 14 887 | 14 825 | 14 071 | 12 427 | 12 478 | 11 983 |
| Felvettek        | 16 731 | 15 742 | 15 017 | 12 219 | 11 268 | 11 601 | 8 634  | 9 489  | 8 677  |
| Felvettek aránya | 72     | 79,6   | 80,9   | 82,1   | 76     | 82,4   | 69,4   | 76     | 72,4   |
| Beiratkozottak   | 4527   | 4727   | 4458   | 4163   | 4389   | 4473   | 3288   | 3668   | 3710   |
| Tanulmányi átlag | 3,40   | 3,32   | 3,29   | 3,29   | 3,30   | 3,35   | 3,44   | 3,42   | 3,48   |

Az egyetemnek 12 főiskolája és egy mesterképző intézménye van. A legfontosabb képzési területek a bölcsészet, a tudomány, az üzlet, a kommunikáció, az oktatás, az építészet, a gyógyszerészet, a gondozás, valamint a tradicionális területek (mezőgazdaság, mérnöki tudományok és állatgyógyászat).
A WSU-n több  mint 200 terület érhető el; ebből 95 alapfokú képzés, 86 pedig szakirányú továbbképzés, ezeken felül pedig több, mint 140 mester- és doktori fokozatú szakon lehet tanulni. Minden képzés elérhető alapfokon, a nagy részük pedig mester- és magasabb szinten is. Az alapfokú tanterv, melynek az írói tanfolyam is része, országosan elismert.
Az egyetem alapképzéseire évente közel 5900-an iratkoznak be; az oktatók száma 2261 fő.

### Rangsorok
A U.S. News & World Report 2016-os értékelésében a WSU-t országos szinten a 140., az állami egyetemek között pedig a 70. helyre sorolta. Az egyetem az USA 343 üzleti BA-képzést kínáló intézménye közül a 69., a Felsőfokú Üzleti Iskolák Szövetségének nemzetközi üzleti programjait sorba állító rangsorában pedig a 19. helyet kapta. A Mérnöki és Technológiai Akkreditációs Bizottság által akkreditált mérnöki BSc-képzések között az intézmény az 59. helyre került, az állatorvosi főiskola pedig országos szinten a 14. lett.
A Shanghai Ranking 2018-as jelentésében a WSU országosan a 96-117., globálisan pedig a 301-400. tartományba került, a QS World University Rankings pedig a világ 391. legjobb egyetemének értékelte.

### Könyvtárak
A WSU Könyvtára koordinálja a pullmani kampusz három (Állategészségügyi, Holland/Terrell és az Owen Tudományos és Mérnöki Könyvtár) és a többi egyetemi helyszín további öt könyvtárát (Betty M. Anderson, WSU Energiaprogram, WSU Spokane, WSU Tri-Cities, WSU Vancouver könyvtárak). Pullmanben öt, a könyvtárak területén kívül található olvasószoba is van (Homoszexuálisok, leszbikusok, biszexuálisok és szövetségeseik; Örökségház; Emberi kapcsolatok és diverzitás; Zene; valamint a Női erőforrásközpont gyűjteményei).
A WSU Könyvtára 36 más, washingtoni és oregoni könyvtárral együtt az Orbis Cascade Szövetség tagja; ezen intézmények állománya bekerül a Summit katalógusba, ezáltal egymás által kölcsönözhető. A WSU Könyvtára ezen felül tagja még a Kutatókönyvtárak Szövetségének, illetve a Nagy Nyugati Könyvtár-szövetségnek, amely utóbbi 35 kutatókönyvtárat fog össze az USA középső és nyugati részein. A WSU Könyvtára ILLiad, RAPID, és DOCLINE formátumú dokumentumkézbesítést támogat.
Az egyetem könyvtáraiban összesen 2 266 616 nyomtatott kiadvány található meg, továbbá 2012-ben 2 022 603 letöltés történt az online kollekciókból.

### Kutatás
Az egyetem a 2015-ös üzleti évben 333 134 000 dollárt költött kutatásokra, ezzel az állami egyetemek ilyen jellegű kiadásait rangsoroló listában a 25. helyre került.
Az első kutatási terület és az ehhez kapcsolódó ösztöndíj a mezőgazdasághoz köthető; George W. Lilley, a Washingtoni Mezőgazdasági Főiskola és Tudományos Iskola első rektora volt egyben a Washingtoni Mezőgazdasági Kísérleti Állomás első igazgatója is. Az intézmény első öt oktatója által vezetett tantárgyak a mezőgazdaság, a botanika, a kertészet, az erdészet és az állatgyógyászat voltak.
1894-ben William Jasper Spillman érkezett hatodik oktatóként, aki növénytudományokat és matematikát tanított, egyben az intézet első búzanemesítője volt. Utóbbi program ma is létezik, a 2008–09-es üzleti évben Washington az Egyesült Államok hatodik legnagyobb búzatermő vidéke. Az ágazat az egyetemmel együtt dolgozik az új búzafélék nemesítésén.
Az állam évente 29 milliárdos élelmiszeriparát az egyetem élelmiszer- és mezőgazdasági kutatásai segítenek fenntartani; ehhez az intézmény mezőgazdasági szereplőkkel lépett partnerséggel, így az államban évente 260 000 tonna borszőlő terem. Az Alma Genom Projekt keretében a világ minden tájáról származó tudósokkal együtt az almák örökítőinformációjának feltérképezésén dolgoznak, ezáltal elősegítve az almaipart.
A WSU egy másik nagy múltú tudományága az élelmiszeripar; az 1940-es években kezdődő, kannákban vagy konzervdobozokban tárolható sajtok kutatására irányuló munka eredményeképp létrejött a díjnyertes Cougar Gold sajt, amely az egyetem állatainak tejéből az intézmény saját tejüzemében készülő cheddar. 2009-ben az Élelmiszer- és Gyógyszer-engedélyeztetési Hivatal engedélyezte a mikrohullámú energia felhasználását az előcsomagolt, alacsony savtartalmú élelmiszerek előállításához; az egyetem, az ipar és a katonaság tudósainak összefogásával történő kutatás vezetője Juming Tang professzor volt.
A termelékenység tekintetében az Academic Analytics értékelése alapján 2007-ben az egyetem növénytudományi tanszéke az ország második, az állattudományi a negyedik, az élelmiszer-tudományi pedig a hatodik helyen állt. Az egyetem tanulmányai az USA irányelveire is hatással voltak, mivel megmutatták, hogy a fenntartható gazdálkodás hogyan segíthet a hagyományos mezőgazdaságban előforduló katasztrófák elkerülésében. A helyi gazdálkodóknak a Klímabarát Gazdálkodás Projekt segít az éghajlatváltozás okozta károk enyhítésében.
Az intézményben fontos kutatási terület az állatgyógyászat és az állategészségügy is; 2008-ban a Bill és Melinda Gates Alapítvány huszonöt millió dollárt adományozott a Globális Állategészségügyi Iskola létrehozására, melynek munkatársai az állatoknál előforduló globális fertőzések kutatásával és azok megfékezésével foglalkoznak. A Washingtoni Állatbetegség-diagnosztikai Laboratórium az USA Mezőgazdasági Minisztériumával és a Betegség-ellenőrzési és -Megelőzési Hivatallal együtt a haszonállatok között előforduló megbetegedések felismerésén dolgozik.
A tiszta technológiákkal kapcsolatos egyetemi kutatások az Egyesült Államok Energiahivatalának Nukleárisenergia-kutató Kezdeményezése (Nuclear Energy Research Initiative, NERI) alatt zajlanak, céljuk az ország villamosenergia-hálózata megbízhatóságának javítása, a levegőminőség-előrejelzés pontosabbá tétele, valamint a szorosabb együttműködés. A kapcsolódó ösztöndíj elnyerői az előállítása közben az üvegházhatású gázokat elnyelő, algaalapú bioüzemanyagon, illetve olyan nanoméretű rugók szabadalmaztatásán dolgoznak, amelyek elférnek egy normál méretű gáztartályban, ezáltal megoldódhat a hidrogéntárolás problémája. Nanorugókat először M. Grant Norton, illetve David McIlroy (Idahói Egyetem) professzorok állítottak elő 2001-ben.
A WSU-n található az ország néhány megmaradt nukleárisenergia-kutatóintézeteinek egyike, ami egy 1 MW-os TRIGA-erőmű, ahol 1961-ben Eisenhower elnök az atomenergia békés felhasználásának érdekében szólalt fel. A létesítményt a radiokémiai mesterképzésben, illetve a nyilvános bemutatók során használják.
Az egyetemen a DARPA megbízásából a Rázkódás-fizikai Intézet és az Energetikai Tanszék az alvásnak és az alvásmegvonásnak a szervezet kognitív funkcióira való hatását vizsgálja, továbbá a Nemzeti Tudományos Alapítvány finanszírozásával a doktorhallgató résztvevőket az evolúciós folyamatok elemzésére képzik. A Scientific American 2007-ben Patricia A. Huntot az 50 legjobb szaporítóbiológus közé választotta, miután Hunt rámutatott, hogy az ételek műanyag csomagolásában jelenlévő biszfenol A az emberi szervezetre káros.
Az egyetemi ösztöndíjprogramhoz kötődik a délkelet-washingtoni Marmes-barlangban talált marmes-i ember 1968-as felfedezése, amely akkor az ország legrégebbi ilyen lelete volt. Orville Vogel, a korábbi Washington State College tudósának nevéhez fűződik a magas hozamú törpebúza nemesítése; továbbá az intézményben fedeztek fel egy az irtószerekre immunis rovart. Az egyetem nemesítőinek köszönhető számos gyümölcs, például az 1952-ben létrehozott sárga színű, édes Rainier-cseresznye; továbbá a 2010-ben kifejezetten Washington állam számára nemesített Cosmic Crisp alma.

### Kapcsolatok és közszolgálat
A WSU bővítési osztályának Washington mind a 39 megyéjében van irodája, ahol a mezőgazdaság, a természetgazdálkodás, a bölcsészettudományok, az életvezetés, a sokszínűség megértése, kapcsolatteremtés és más témájú (például az állam fiatalokat megcélzó, tehetséggondozó 4-H programja) tanfolyamokról adnak felvilágosítást. Az osztály alapította a mára magát nemzeti szintre kinőtt mesterkertész-programot is, valamint a munkatársak hozzájárultak a fejlődő világban szervezett tanfolyamokhoz is. Az iroda munkatársainak többsége a bővülés kutatásával, oktatásával és biztosításával foglalkozik.
Az egyetem és más felsőoktatási intézmények, gazdasági szereplők, valamint az USA Kisvállalkozási Ügynökségének közreműködésével alakult ki Washington államban a Kisvállalkozás-fejlesztési Központok hálózata. A vállalkozásindítási tanácsadó szolgáltatás Nyugat-Washingtonban 17, míg Kelet- és Közép-Washingtonban hét helyen található meg.
A helyi tejtermék-üzletben (Ferdinand’s), egyes pullmani boltokban és online is értékesített, díjnyertes Cougar Gold sajt egyike a kapcsolatteremtési- és oktatási helyként is funkcionáló tejüzem termékeinek. A régióban népszerű Cougar Gold kilenc deciliteres kiszerelésének ára 18 és 24 amerikai dollár között mozog. A forgalmazó szerint a Cougar Gold „fehér, aromás cheddar, melynek íze a svájci és gouda sajtokéra emlékeztet”, illetve „legalább egy évig érlelt”. A tejüzem a sajt más fajtáit (American Cheddar, Smoky Cheddar, Viking, Dill Garlic, Sweet Basil, Hot Pepper és Crimson Fire) is gyártja.
Az egyetemi kiadó évente átlagosan nyolc kiadványt jelentet meg, amelyek a Nyugat-USA, azon belül főleg az északnyugati területek történelmével, környezetvédelmével, közéletével és kultúrájával foglalkoznak. A monográfiákat, emlékiratokat, esszéket, életrajzokat és a nyugati részek innovációjával foglalkozó műveket is megjelentető szervezet az Amerikai Egyetemi Kiadók Szövetségének tagja.
A pullmani kampusz Közhasznúsági Központján keresztül a hallgatók évente harmincezer óra kötelező- és önkéntes közösségi munkát végeznek. 2008-ban a Carnegie Alapítvány az Oktatás Fejlesztéséért az intézményt közhasznúságáért és kapcsolataiért a „választható” kategóriába sorolta.
Az intézmény üzemelteti a prosseri AgWeatherNet (AWN) időjáráskutató állomást, amely a WSU időjárás-előrejelzői által begyűjtött korábbi adatokba nyújt betekintést modellek és döntéstámogató módszerek segítségével. A begyűjtött adatokat a termékek minőségének növelésére, az erőforrás-felhasználás optimalizálására és a környezetterhelés mérséklésére kívánják használni.

## Hallgatói élet
Az egyetemen számos hallgatói szervezet és ezek bizottságai működnek; a többi tanuló és a helyi közösség számára oktatási, szórakozási és kulturális programokat rendező egyesületekhez bármely diák csatlakozhat. A pullmani kampusz legnagyobb hallgatói szervezetei: Ázsiai csendes-óceáni- és Amerikai Hallgatók Koalíciója (Asian Pacific American Student Coalition, APASC); Fekete Hallgatók Szövetsége (Black Student Union, BSU); Környezetvédelmi Fenntarthatósági Szövetség (Environmental Sustainability Alliance, ESA); Nemi- és Szexualitási Szövetség (Gender and Sexuality Alliance, GSA); Nemzetközi Hallgatók Tanácsa (International Students’ Council, ISC); Ku-Ah-Mah; KZUU Radio; Közel-keleti Hallgatók Szövetsége (Middle Eastern Student Association, MESA); Movimiento Estudianti Chicano de Aztian (MEChA); Hallgatói Jogi Szolgáltatások (Student Legal Services, SLS); Veteránok Hallgatói Bizottsága (Veteran’s Student Committee); valamint a GIVE; ezeken kívül az intézményben több, mint háromszáz ilyen bizottság működik. A tanácsok az Associated Students of Washington State University bizottságainak vezetőit tömörítő „Committee Squared” tagjai; a vezető beosztású személyek tevékenységét az ASWSU elnöke és alelnöke felügyelik. A vezetők a hallgatói élettel, sokszínűségi ügyekkel, a kampusszal és más témákkal kapcsolatban eljáró igazgatók és társigazgatók. A 23 tagú szenátus minden, a főiskolákon és az ösztöndíjprogramban tanuló diákot, illetve elsős hallgatót is képvisel; a szerv heti ülései során megvitatja az egyetemi szabályokat, feldolgozza a Comittee Squaredtől érkezett jelentéseket, valamint szavaz az ASWSU tisztségviselőiről. A Szenátus Pénzügyi Tanácsánál (Senate Finance Committee) regisztrált négyszáz hallgatót a szervezet anyagilag támogatja. A hierarchiát a választási- és a bírói tanácsok zárják.
Az intézményben más, a vezetőség által a diákszövetségi rendszer részeként elismert hallgatói szervezetek is működnek, ezek a Szövetségközi Tanács (Interfraternity Council), a Pánhellén Tanács (Panhellenic Council), az Egyesült Diákszövetségek Tanácsa (United Greek Council), valamint a Nemzeti Pánhellén Tanács (National Pan–Hellenic Council). A kollégista diákokat összefogó szervezet a Kollégiumok Szövetsége (Residence Hall Association), melynek a McEachern- és Stimson kollégiumok kivételével minden lakóépület tagja; a szervezet 4700 tagjával a WSU második legnagyobb diákegyesülése.
A Hallgatók Könyvtársulása (Students’ Book Corporation) igazgatótanácsa kilenc tagból áll; közülük öten hallgatók, ketten oktatók, ketten pedig adminisztratív munkakörökben dolgoznak. A társaság hallgatóknak tíz százalékos kedvezményt biztosít; az osztalék átlagosan 85 000 dollár, amelyet az ASWSU szervei osztanak szét az egyetem csoportjai és szervezetei között. A Compton Egyetemi Bizottság (Compton University Board, CUB) a hallgatói központot és annak szolgáltatásait felügyeli, az Egyetemi Pihenési Bizottság (University Recreation Board) pedig a kikapcsolódással kapcsolatos infrastruktúráért felel. A legnagyobb egyetemi rendezvények egy részét az Öregdiák-kapcsolati Szervezet (Student Alumni Connection) rendezi meg.
Az egyetemi programokért az alapképzésben résztvevő diákokból álló Hallgatói Szórakoztatási Bizottság (Student Entertainment Board, SEB) felel; a szervezetben az alábbi pozíciók vannak: Reflektorfény; Filmek; Egész éjjel ébren; Előadások; CUB Galéria; Koncertek; VPLAC (Visual, Performing, and Literary Arts Committee; Képző-, előadó- és irodalmi művészetek); Speciális rendezvények (Hazatérés, Tavaszfesztivál); Társigazgató; valamint Igazgató. A tagok a pozíciójuknak megfelelő témakörökkel kapcsolatos változatos kulturális- és szórakoztató eseményekért felelnek.
A Női Hallgatók Koalíciója (Coalition for Women Students, CWS) felel a multikulturális programok többségéért; ilyenek az évente megrendezett, Nők színei konferencia, az Erőszakmentes Hét, valamint a Vegyük vissza az éjszakát rali és felvonulás. A CWS a Csendes-óceáni- és Ázsiai Nők Egyesülete (Association for Pacific and Asian Women), a Fekete Nők Gyűlése (Black Women’s Caucus), a Mujeres Unidas, az Indián Nők Egyesülete (Native American Women’s Association), valamint a YWCA helyi szervezeteiből áll. A koalíció ajtótól ajtóig történő taxiszolgáltatást kínál azon késő este hazainduló nőknek, akik máskülönben egyedül, gyalogosan indulnának útnak.
Az egyetem csapatindulójának zenéjét 1919-ben szerezte Phyllis Sayles hallgató, a dalszöveget pedig Zella Melcher írta egy csoportfeladat keretében.

### Hallgatói önkormányzat
A WSU hallgatóit két szervezet képviseli: az 1915-ben alapított ASWSU, illetve az 1970 környékén alapított GPSA.
Az elmúlt években a szervezetek több dolgot is elértek: ilyenek a pullmani közösségi közlekedés fejlesztéséért kivetett 15 dolláros használati díj, illetve a Compton Szövetségi Épület áttervezése; ez utóbbi 2006 májusától 2008 augusztusáig volt zárva. 2006 májusában megszavazták a BSc-hallgatókra kivetetendő 25 dolláros díjat, amelyből a Martin Stadion felújítását támogatják.

#### Associated Students of Washington State University
Az AWSU felépítése hasonlít a legtöbb, bírói testülettel kiegészült kormányzati szervre: területenkénti képviselői, szenátusa
és évente választott elnöke, illetve alelnöke van; előbbinek pedig az aktuális évtől függően 6–12 tagú, fizetett irányító testülete is van.

#### Graduate and Professional Students Association
A szövetség az AWSU-hoz hasonló, viszont nincsen bírói testülete, sem fizetett munkatársai. A GPSA legfőbb szerve a szenátus, melyben a mester- és doktori képzések képviselői nagy számban vannak jelen, ezenfelül egy végrehajtó tanáccsal is rendelkezik, melynek tagjai az elnök, az alelnökök, illetve a főiskolákat képviselő területi megbízottak.

### Média
Az egyetem lapja a 2001 óta létező, negyedévente megjelenő Washington State Magazine, amely az egyetemmel, annak dolgozóival, hallgatóival, öregdiákjaival, tudományos munkáival és Washington lakóival kapcsolatos híreket közöl. Az öregdiákok magazinja 1910-től 1969-ig a The PowPow, 1969-től 2000-ig pedig HillTopics volt; a tudományos híreket az 1990-es években a Universe lapban közölték.
A WSU News a dolgozóknak és hallgatóknak szóló hivatalos online forrás és napi hírlevél. A diákság nyomtatott sajtója a The Daily Evergreen napilap, amely először 1895-ben jelent meg.
Az Northwest Public Radio and Television az egyetem tulajdonában álló rádió- és televíziócsatornák összessége. A hálózat fő adója az 1250 kilohertzen hallható KWSU, amely 1922. december 10-én kezdte meg működését KFAE hívójellel; az azonosító 1925-ben KWSC-re módosult, a KWSU jelet az 1960-as évektől viseli. Edward R. Murrow műsorvezető karrierje a KWSC-n indult.
A Cable 8 Productions a hallgatók egy csoportja által üzemeltetett kábeltévé-csatorna, melynek vételi körzete az egyetem, illetve Pullman és Moscow területei. Az ASWSU gondozza a 90,7 MHz-en hallható KZUU rádiót, amely 1979-ben kapta meg a hírközlési hatóság engedélyét. A KUGR Sports Rock egy szintén diákok által fenntartott, online rádió. A csatornákat működtető hallgatók az Edward R. Murrow Kommunikációs Főiskolán tanulnak.

## Sport

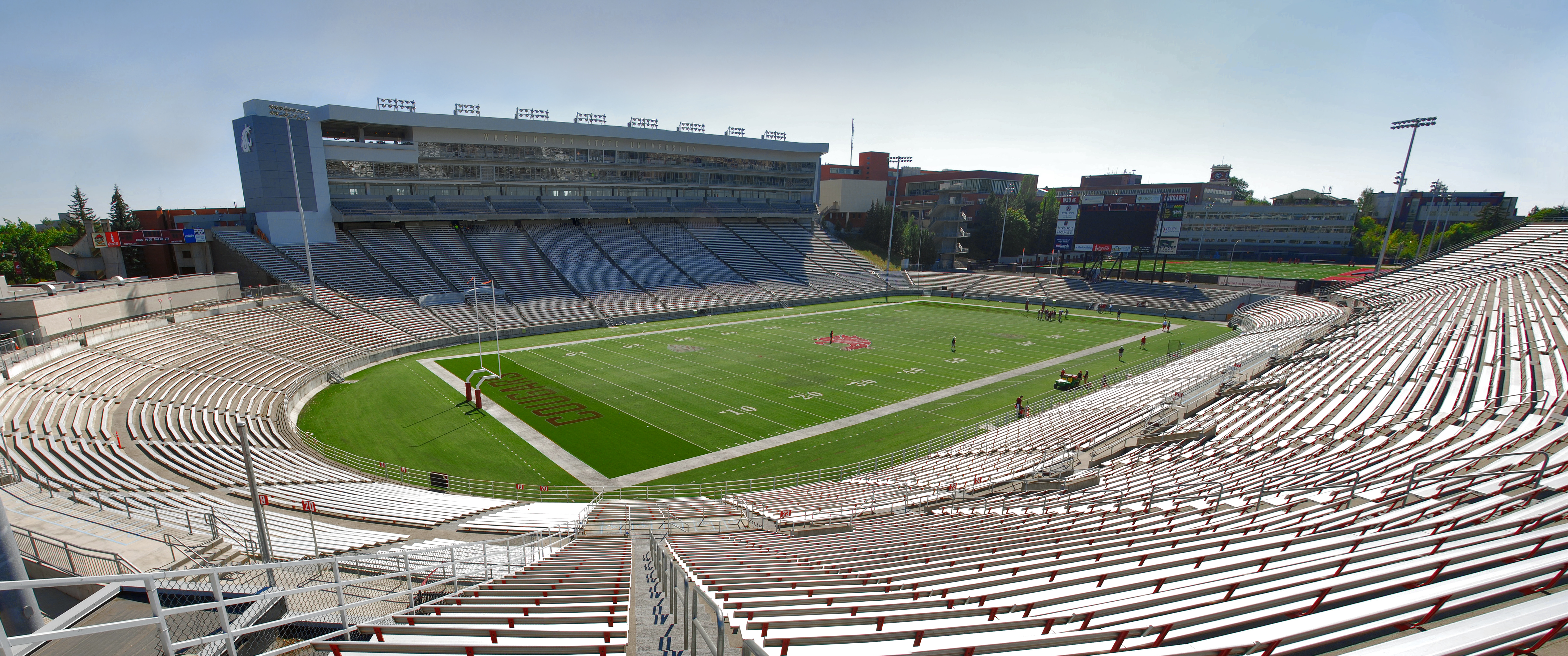
A Martin Stadion, az amerikaifutball-csapat otthona 2012-ben

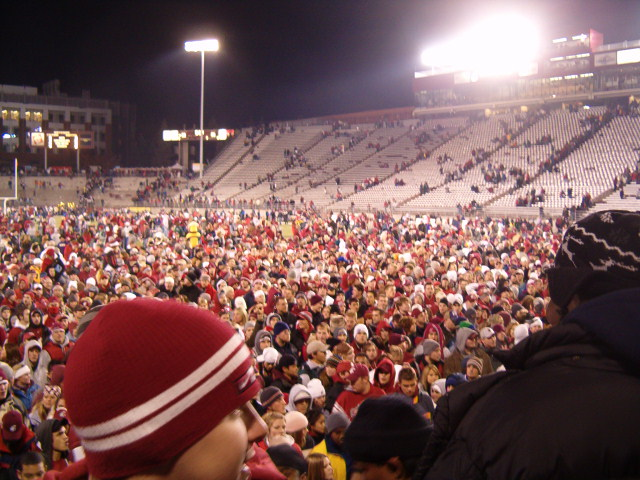
A 2004-es Apple Cup-győzelem

A WSU a Pac-12 Conference tagja. A Washington State Cougars kabalája a „Butch T. Cougar” (puma), színei a karmazsinvörös és a szürke. Az egyesületnek férfiaknál kosárlabda, cross country, amerikai labdarúgás, golf, atlétika, nőknél pedig kosárlabda, cross country, golf, evezés, labdarúgás, úszás, röplabda, tenisz és atlétika sportágakban vannak válogatott csapatai; korábban ökölvívás, birkózás gimnasztika és férfi úszás is megtalálható volt. Az egyetem 1917-ben férfi kosárlabdában megnyerte első bajnoki címét, 1937-ben pedig Ed McKinnon és Roy „Pooch” Petragallo az ökölvívó-bajnokságon győztek. A Cougars harmadik, legújabb bajnoki címét 1977-ben fedett pályás atlétikában nyerte el.
A pihenésért felelős bizottság 26 sportot támogat, ilyenek a bowling, a férfi evezés, a krikett, a kerékpározás, a lovasbemutatók, a férfi- és női flag football, a vívás, a lovaspóló, a férfi- és női jégkorong, a dzsúdó, a férfi lacrosse, a favágó-sportok, a rodeó, a férfi uniós rögbi, a női rögbi, a vitorlázás, a síelés, a férfi labdarúgás, a női fastpitch softball, a taekwondo, a triatlon, az ultimate, a férfi- és női röplabda, a vízilabda és a birkózás.
A sportegyesület legnagyobb riválisa a Washingtoni Egyetemhez tartozó Washington Huskies, de további Pac-12 Conference-beli csapatokkal (Oregon Ducks – Oregoni Egyetem, Oregon State Beavers – Oregoni Állami Egyetem) is rendszeresen játszanak. A földrajzilag legközelebbi ellenfelük az államhatár túloldalán, az idahói Moscow-ban, a Pullmantől 11 km-re keletre fekvő Idahói Egyetem egyesülete, az Idaho Vandals. 1959-ig a két csapat a Battle of the Palouse keretében minden évben megmérkőzött egymással, majd miután a National Collegiate Athletic Association I-es divíziójának felbontása után a Vandals az I-A divízióba került, a mérkőzések 1998-tól 2007-ig folytatódtak. A Cougars sorozatos győzelmei miatt megszűnt az évenkénti mérkőzés, mivel más csapatokkal való játékkal nagyobb bevételhez juthatnak; Robb Akey, a Cougars korábbi védelmi koordinátora, illetve a Vandals vezetőedzője szerint érdemesebb inkább csak esetenként megtartani a mérkőzést, amit azóta egyszer, 2013-ban játszottak le.

## Híres személyek
A WSU Quick Facts alapján az egyetemnek 2016-ban 214 361 élő öregdiákja volt.
1962 óta harminckilencen kapták meg az Igazgatótanács Kiváló Öregdiákja Díjat, köztük van Irwin Rose, a 2004-es kémiai Nobel-díj nyertese; Edward R. Murrow műsorvezető; Paul Allen, a Microsoft társalapítója; John McCreary Fabian asztronauta; Gary Larson rajzoló; Dolph Lundgren akciófilmes színész; Allan Wilson molekuláris evolucionista; Phyllis J. Campbell banki vezető; Clyfford Still festő, az absztrakt expresszionizmus úttörője; Clint Hedin vállalkozó; William Julius Wilson szociológus; Sherman Alexie szerző és filmrendező; John Gorham állatgyógyászati kutató; Orville Vogel búzatenyésztő; Philip Abelson fizikus és Neva Abelson orvoskutató.
Az 1984-es olimpián férfi evezésben aranyérmet szerzett Paul Enquist sportolói karrierjét a Washingtoni Állami Egyetemen kezdte. Timothy Leary, az ellenkultúra alakja az 1940-es években itt szerezte meg mesterdiplomáját.

## Fordítás
- Ez a szócikk részben vagy egészben  a   Washington State University című angol Wikipédia-szócikk ezen változatának fordításán alapul.  Az eredeti cikk szerkesztőit annak laptörténete sorolja fel. Ez a jelzés csupán a megfogalmazás eredetét és a szerzői jogokat jelzi, nem szolgál a cikkben szereplő információk forrásmegjelöléseként.